# Poskla
Poskla (576 m n. m.) je druhý nejvyšší kopec v Rožnovské brázdě, severně od obce Hutisko-Solanec v okrese Vsetín.

## Ochrana přírody
Tři lokality na severním, severovýchodním a východním svahu jsou chráněny jako přírodní památka Poskla. Důvodem ochrany je uchování typů polopřirozených nelesních společenstev vázaných na geomorfologii terénu a vodní režim. Jde zejména o zachování floristického bohatství regionu. Oblast spravuje AOPK ČR Správa CHKO Beskydy.